# Serhij Nazarenko
Serhij Joerjevytsj Nazarenko (Oekraïens: Сергій Юрьевич Назаренко; Serhij Joerijovitsj Nazarenko) (Kropyvnytsky, 16 februari 1980) is een Oekraïens voetballer die uitkomt voor Tavrija Simferopol.

## Clubcarrière
Nazarenko speelde voordat hij in 1997 de overstap maakte naar Dnipro Dnipropetrovsk in verschillende jeugdteams van Zirka Kropyvnytsky. Ook bij de club uit Dnjepropetrovsk begon hij bij de jeugd. Op 3 oktober 1999 maakte hij zijn debuut in voor Dnipro in de Vysjtsja Liha. In 2006 en 2007 werd hij verkozen tot beste voetballer van de Oekraïense competitie.

## Interlandcarrière
Sinds 2003 komt Nazarenko uit voor het Oekraïens voetbalelftal. Hij maakte zijn debuut op 11 oktober 2003 in de vriendschappelijke thuiswedstrijd tegen Macedonië (0-0). Nazarenko viel in die wedstrijd na 49 minuten in voor collega-debutant Jevhen Loetsenko van Dinamo Moskou. Hij behoorde tot de selectie van Oekraïne voor het WK in 2006. Oekraïne werd in de kwartfinale met 3-0 uitgeschakeld door Italië. In 50 wedstrijden voor het nationale team wist Nazarenko 12 keer te scoren.

## Erelijst
Individueel
- Oekraïens voetballer van het jaar: 2006, 2007

1 Bojko ·
2 Boetko ·
3 Chatsjeridi ·
4 Tymosjtsjoek ·
5 Koetsjer ·
6 Stepanenko ·
7 Jarmolenko ·
8 Zozoelja ·
9 Kovalenko ·
10 Konopljanka ·
11 Seleznjov ·
12 Pjatov ·
13 Sjevtsjoek ·
14 Rotan ·
15 Boedkivskyj ·
16 Sydortsjoek ·
17 Fedetskyj ·
18 Rybalka ·
19 Harmasj ·
20 Rakitskyj ·
21 Zintsjenko ·
22 Karavajev ·
23 Sjevtsjenko ·
Coach: Fomenko